# 矢川徳光
矢川 徳光（やがわ とくみつ、1900年11月26日 - 1982年2月23日）は、日本の教育学者。ソビエト教育学研究会会長。

## 経歴
1900年、長崎県長崎市に生まれた。1919年、旧制山口高等学校に入学。1926年、京都帝国大学文学部英文学科を卒業。戦前は日本大学工学部予科教授などをつとめた。英語教育に携わる傍ら、科学読物の英和注釈本などの出版を通して、科学教育の実践を試みた。独学でロシア語を習得し、ソビエト教育理論や実践を紹介した。
太平洋戦争後は、教育学者として民間教育運動の理論的指導者として活躍した。学界では1960年以降、ソビエト教育学研究会会長をつとめた。1982年に死去。

## 家族・親族
- 娘：長女の夫はチェロ奏者井上頼豊。
- 娘：矢川澄子は作家、詩人、翻訳家。次女。
- 娘：小池一子はクリエイティブディレクター。

## 論文
- 「ロバート・オーエンの教育思想とその継承者」『横浜市立経専研究論叢』第35号 1948
- 「オウエンの再評価―特にペスタロッチーと対比して」『教育と社会』第3巻 12号 1948、第4巻 1号 1949、第4巻 2号 1949
- 「ソ連邦の綜合技術教育―ポリテクニズムの歴史と意義」『教育』第3巻 3号 1949
- 「『学校ソヴエト』にちなんで」『教育と社会』第4巻 7号 1949
- 「新島繁編「社会科学文献解題・哲学教育篇」―教師のための書評」『教育』第3巻 6号 1949
- 「福井研介著『ソヴエトの教育制度』」『教育』第3巻 8、9号 1949
- 「『コア・カリキュラム論』批判」『理論』第3巻 11号 1949
- 「明石プランの目標」『6・3教室』第3巻 12号 1949
- 「アメリカ教育とテクノロジー―オルセン編『学校と共同社会』について」『アメリカ研究』第5巻 1号 1950
- 「『ごっこ教育』に反対する―『ごっこ遊び』の課題」『6・3教室』第4巻 3号 1950
- 「ロシヤ教育科学アカデミヤの活動―世界への窓」『6・3教室』第4巻 3号 1950
- 「春の木枯し」『社会と学校』第4巻 4号 1950
- 「『ソヴェト教育学』誌の輪廓」『6・3教室』第4巻 4号 1950
- 「社会科の存在理由」『社会科研究』第3巻 7号 1950
- 「きびしい教育学」『6・3教室』第4巻 8号 1950
- 「人格改造の心理学」『6・3教室』第4巻 10号 1950
- 「ソヴェト教育学の論集」『6・3教室』第4巻 11号 1950
- 「ソ連における児童学批判について」『児童心理』第5巻 1号 1951
- 「ソヴエト教育の思潮」『理想』第215号 1951
- 「テストと『コペルニクス転回』」『社会と学校』第5巻 3号 1951
- 「日本の独立と教育」『改造』第32巻 10号 1951
- 「平和の教育・戦争の教育―日本反動化の土台・教育」『理論』第17号 1951
- 「基礎学力と生活教育（鼎談）」（海後勝雄、国分一太郎と）『カリキュラム』第35号 1951
- 「平和のための道徳教育」『改造』第33巻 20号 1952
- 「ソヴエト学校の平和教育」『6・3教室』第6巻 2号 1952
- 「道徳教育の淵源」『唯物論者』第2巻 2号 1952
- 「民主々義と権威」『児童心理』第6巻 3号 1952
- 「ソヴェト同盟の教育」『社会学評論』第2巻 4号 1952
- 「世界教員会議拾遺」『日本文学』第2巻 9号 1953
- 「近代日本の教育構造」『改造』第34巻 4号 1953
- 「世界教員会議の意義―国際的統一行動のために」『教育』第3巻 8号 1953
- 「ソ同盟の歴史教育」『歴史教育』第1巻 3号 1953
- 「教師のあり方」『部落』第49号 1953
- 「アントン・セミヨーノヴィチ・マカレンコ『愛と規律の家庭教育』」『新しい学校』第6巻 2号 1954
- 「A.S.マカレンコ」『理想』第253号 1954
- 「海後勝雄、広岡亮蔵共編『近代教育史1・2』」『教育』第4巻 9号 1954
- 「梅根悟著『問題解決学習』」『教師の友』第6巻 1号 1955
- 「大衆的討論を求む」『教師の友』第6巻 3号 1955
- 「ソヴェト学校のサークル活動」『教育技術』第10巻 4号 1955
- 「海後勝雄著『教育科学入門』について」『教育史研究』第1号 1955
- 「ゆがめられて行く日本の教育―『教科書問題』が意味するもの」『部落』第6巻 10号 1955
- 「教育研究運動の前進のために」『前衛』第111号 1955
- 「ソヴエト学校の通知簿」『児童心理』第9巻 12号 1955
- 「梅根悟著『世界教育史』」『教育』第6巻 2号 1956
- 「ソ連における愛国心の教育」『社会教育』第11巻 5号 1956
- 「新教委法と学校図書館」『学校図書館』第67号 1956
- 「ソヴエト教育学の状況と課題」『教育』第6巻 6号 1956
- 「教育学への照明(1)―パヴロフ学説と教育-6-」『教育』第6巻 10号 1956
- 「教育学への照明(2)―パヴロフ学説と教育-7-」『教育』第6巻 11号 1956
- 「子ども時代の理想と現実」『児童心理』第10巻 11号 1956
- 「指導と創造―特集・文化問題と日本共産党」『前衛』臨時増刊号 1957
- 「第2回世界教員会議のために」『教師の友』第57号 1957
- 「わたしの教育研究生活」『教育』第7巻 12号 1957
- 「市民教育と国民教育とについて―主集・市民とは何か」『都市問題』第49巻 1号 1958
- 「ソ連の理科教育―特集・理科教育」『児童心理』第12巻 3号 1958
- 「教育学の転換（上）（下）」『前衛』第142、143号 1958
- 「M.クライン他著『社会主義道徳論』」『教師の友』第66号 1958
- 「社会主義社会における政治と教育」『教育』第8巻 12号 1958
- 「友をしのぶ」『近代』第0巻 1958
- 「エム・ア・ダニロフ他『教授学』-上・下-大橋精夫、矢川訳」『教育』第9巻 8号 1959
- 「手と頭との統合を―技術と人間形成―特集・教育実践と技術革新」『教育』第10巻 9号 1960
- 「真実の民主教育（学校運営についての論点）」『文化と教育』第12巻 2号 1961
- 「今日における教育の仕事(1)(2)（教育観の探究I）」（鴻巣良雄、本間繁輝、益田勝実と共著）『日本文学』第10巻 3号、9号 1961
- 「全ロシヤ教員大会―海外事情―特集・教育実践と子どものからだ」『教育』第11巻 5号 1961
- 「ソビエト教育学における決定論の方法論的意義について」『日本教育学会大會研究発表要項』第20巻 1961
- 「研究の今日的視点」『日本教育学会大會研究発表要項』第20巻 1961
- 「クループスカヤ―民主教育の光をかかげた人びと-10-」『教育評論』第120号 1962
- 「日本教育学会の動向―特集・憲法教育の盲点」『教育』第12巻 5号 1962
- 「日本国憲法三原則の視点から」『日本教育学会大會研究発表要項』第21巻 1962
- 「国民教育運動とインタナショナリズム」『文化評論』第13号 1962
- 「科学と教育とはどのようにかかわりあうか―大槻健氏の批判にこたえた、上田薫氏の論文（『教育』1962年10、11月号）をめぐって」『教育』第13巻 1号 1963
- 「柳久雄著『生活と労働の教育思想史』」『教育学研究』第30巻 1号 1963
- 「集団主義教育の思想性」『教育』第13巻 7号 1963
- 「国民教育運動という視点から」『日本教育学会大會研究発表要項』第22巻 1963
- 「在日朝鮮人民族教育の誇り」『文化評論』第26号 1963
- 「マンパワー政策に奉仕する「教育運動」論」『前衛』第222号 1964
- 「共産主義建設と倫理学の課題」『唯物論研究』第17号 1964
- 「「期待される人間像」とはだれのものか」『文化評論』第42号 1965
- 「国分一太郎の思想の貧困--村山俊太郎と対比して」『前衛』第244号 1966
- 「在日朝鮮人の「民主主義的民族教育」とはなにか」『文化評論』第57号 1966
- 「「期待される人間像」の最終報告批判」『文化評論』第62号 1966
- 「戦後教育の問題点と最近の教育反動」『文化評論』第65号 1967
- 「第1回日朝教育問題全国研究集会にちなんで」『文化評論』第68号 1967
- 「北朝鮮の教師と教育」『教育』第17巻 12号 1967
- 「新学習指導要領案の反動性と民間教育研究運動の課題」『文化評論』第83号 1968
- 「教育と生活の結合―ソビエト教育学のばあい」『教育』第18巻 11号 1968
- 「教育研究運動の発展と教育反動--全国教研熊本集会によせて」『労働・農民運動』第34号 1969
- 「重厚で緻光な思想者の思考―勝田守一著『教育と認識』」『教育』第19巻 5号 1969
- 「初等・中等教育改革基本構想試案の論理」『教育学研究』第37巻 4号 1970
- 「わが教師論―日本の教師と憲法=教育基本法体制」『文化評論』第101号 1970
- 「国民教育運動の発展路線」『現代教育科学』第13巻 2号 1970
- 「「わが教師論」への批判にこたえる」『文化評論』第105号 1970
- 「宗像氏の仕事と人」『国民教育』第6号 1970
- 「心理学的認識と教育学的認識―「マルクス主義教育学試論」への補論」『季刊科学と思想』第4号 1972
- 「全面発達の概念をめぐって―学習ノートにひろう」『国民教育』第15号 1973
- 「ソビエト教育学と「科学の基本」」『国民教育』第17号 1973
- 「国際連帯と教育」『国民教育』第18号 1973
- 「レーニンの教育観とモラル」『季刊科学と思想』第11号 1973
- 「教育上の国民的課題によせる」『文化評論』第151号 1974
- 「共産党応援記」『文化評論』第158号 1974
- 「一不可知論者についての弁」『現代と思想』第17号 1974
- 「教育学研究の方法論 マルクス主義教育学の立場から」『日本教育学会大會研究発表要項』第33巻 1974
- 「同和教育と八鹿高校の生徒たち―『八高11・22その日（第1集）』を読んで」『日本の科学者』第10巻 2号 1975
- 「但馬の「夜と霧」―八鹿高校集団リンチ事件」『民主文学』第111号 1975
- 「教育と集団的発達の思想」『季刊科学と思想』第16号 1975
- 「「解同」朝田派の人間冒涜と民主教育の基本―八鹿高校の教育実践にもふれて」『文化評論』第167号 1975
- 「人格の構造と発達」『国民教育』第25号 1975
- 「活動のなかでの能力・人格の発達と教育」『日本教育学会大會研究発表要項』第34巻 1975
- 「人格心理学・人格教育学の諸問題-上、中、下-ソ連における最近の動向」『教育』第26巻 10、11、12号 1976
- 「「教育の力」に思う」『文化評論』第189号 1977
- 「新しい世代の人間形成と戦争体験」『文化評論』第196号 1977
- 「科学者のあゆんだ道―矢川徳光氏に聞く-1、2、3、4-」『日本の科学者』第13巻 1、2、3、4号 1978
- 「「一旦緩急アレハ」」『文化評論』第211号 1977

## 著書
- 『不滅の科学者 ケプラー,ガリレオ,ニュートン』潮文閣 1943
- 『新教育への批判 反コア・カリキュラム論』刀江書院 1950
- 『ソヴエト教育学の展開』春秋社 1950
- 『子供を救え 世界の教育に学ぶ』ナウカ社 1951
- 『日本教育の危機 その本質と克服の方途』新評論社 1953
- 『現代のソヴェト教育学』新評論社 1955
- 『国民教育学 その課題と領域』明治図書出版 1957
- 『ソビエト学校の道徳教育』黎明書房 1958
- 『ソビエト教育学入門』明治図書出版 1960
- 『国民教育学の探求』明治図書出版 1962
- 『ソビエト教育学講話』明治図書出版 1962
- 『マルクス主義教育学試論』明治図書出版 1971
- 『教育とはなにか』新日本新書 1973
- 『矢川徳光教育学著作集』全6巻（青木書店）1973-74
- 『教育研究と私の軌跡』明治図書出版 1975
- 『人格の発達と民主教育』青木書店 1976

### 翻訳
- 『Science and humanity』開隆堂 1932（編集と注釈、英訳）
- トーマスヘンリーハツクスレー『トーマスヘンリーハツクスレー』開隆堂 1933（編集と注釈、英訳）
- Sir J. Arthur Thomson『Introduction to science : selected chapters』開隆堂 1934（編集と注釈、英訳）
- Grove Wilson『ザ・ヒューマンサイド・オブ・サイエンス』文精社 1935
- 『The scientific symposium』三石嚴共訳 開隆堂 1936（編集と注釈、英訳）
- Charles Dickens『The personal history and experience of David Copperfield the younger』開隆堂 1937（編集と注釈、英訳）
- William J. Claxton『Half-hours with great scientists』開隆堂 1938（編集と注釈、英訳）
- G.ウイルソン『大學者傳 文化と技術叢書 第8巻』三笠書房 1939
- サリヴァン『科学の限界』創元社 1941
- T・H・ハックスリ『科學と教養』創元社 1948
- バートランド・ラッセル『科学の眼』創元社 1949
- オードウエイ・テイド『民主主義の新らしい探求』平凡社 1949
- フーストン・ピータースン編『わが偉大なる師 導きを受けし人々の描ける』相良次郎共訳 創元社 1949
- ジャック・バーザン『アメリカ教育の反省』新教育事業協会 1950
- ジョン・ガンサー『死よ驕るなかれ』中野好夫共訳 岩波新書 1950
- ヴェ・エス・シェフキン『デューイ教育学の批判』明治図書出版 1956
- 『マルクス=エンゲルス教育論』編 1956 青木文庫
- ロシアソヴェト連邦社会主義共和国教育科学アカデミヤ編『教育学 教育大学用教科書』明治図書出版 1957
- 『レーニン教育論』松本滋共訳編 1957 青木文庫
- ロシア社会主義共和国教育科学アカデミア編『教授学』明治図書出版 1959
- ヴェ・イェ・グムールマン『学校づくりの規律』新評論 1960
- ア・エス・マカレンコ『集団主義と教育学』訳編 明治図書出版 1960 世界教育学選集
- エリ・ヴェ・ザンコフ編著『授業の分析 教師のコトバと直観教授との結びつき』明治図書出版 1960
- ルナチャルスキー『労働教育論』明治図書出版 1960 世界教育学選集
- ゴンチャロフ『教育理論と学校改革』訳編 明治図書出版 1962
- ベ・ゲ・アナニエフ, ア・イ・ソロキナ編『ソビエト小学校の教授と訓育』明治図書出版 1962
- ヤロスラフ・エングスト『科学としての倫理学 その方法論的探求』明治図書出版 1964
- 『レーニン教育論大系』共訳　明治図書出版 1966
- イア・カイーロフ主監『教育学 ソビエトの教科書』新訂版 明治図書出版 1974 海外名著選
- エム・ア・ダニロフ、ベペ・イェシポフ『教授学』明治図書出版　1974

これらの他にロシア共和国教育科学アカデミー編『ソビエト教育科学アカデミヤ版ソビエト教育科学辞典』明治図書出版、1963をソビエト教育学研究会が編訳。編訳者代表を矢川が務めている。

### 記念論集
- 『ソビエト教育学研究　矢川徳光還暦記念論文集』ソビエト教育学研究会編　明治図書出版 1961